# Albumy numer jeden w roku 2003 (Japonia)
Notowanie Weekly Album Chart (jap. 週間アルバムランキング Shūkan Arubamu Chāto) przedstawia najlepiej sprzedające się albumy w Japonii. Publikowane jest ono przez magazyn Oricon Style, a dane skompletowane zostały przez Oricon w oparciu o cotygodniowe wyniki sprzedaży fizycznej albumów. Poniżej znajdują się tabele prezentujące najpopularniejsze albumy w danych tygodniach w roku 2003.

## Oricon Weekly Album Chart
| Data            | Album | Wykonawca              | Źródło |
| --------------- | --- | ---------------------- | ------ |
| 6 stycznia      | wstrzymanie publikacji | wstrzymanie publikacji | [ 1 ]  |
| 13 stycznia     | RAINBOW | Ayumi Hamasaki         | [ 1 ]  |
| 20 stycznia     | Second to None | Chemistry              | [ 1 ]  |
| 27 stycznia     | Second to None | Chemistry              | [ 1 ]  |
| 3 lutego        | LIFE is... | Ken Hirai              | [ 1 ]  |
| 10 lutego       | VALENTI | BoA                    | [ 1 ]  |
| 17 lutego       | VALENTI | BoA                    | [ 1 ]  |
| 24 lutego       | Styles Of Beyond | Exile                  | [ 1 ]  |
| 3 marca         | Kalk Samen Kuri no hana (jap. 加爾基 精液 栗ノ花) | Ringo Shiina           | [ 1 ]  |
| 10 marca        | Kalk Samen Kuri no hana (jap. 加爾基 精液 栗ノ花) | Ringo Shiina           | [ 1 ]  |
| 17 marca        | 200 km/h in the Wrong Lane | t.A.T.u.               | [ 1 ]  |
| 24 marca        | A BALLADS | Ayumi Hamasaki         | [ 1 ]  |
| 31 marca        | Sumire (jap. すみれ) | Yuzu                   | [ 1 ]  |
| 7 kwietnia      | No.5 | Morning Musume.        | [ 1 ]  |
| 14 kwietnia     | Many Pieces | Every Little Thing     | [ 1 ]  |
| 21 kwietnia     | 200 km/h in the Wrong Lane | t.A.T.u.               | [ 1 ]  |
| 28 kwietnia     | Street Story | HY                     | [ 1 ]  |
| 5 maja          | Street Story | HY                     | [ 1 ]  |
| 12 maja         | Street Story | HY                     | [ 1 ]  |
| 19 maja         | Street Story | HY                     | [ 1 ]  |
| 26 maja         | Keep On Fighting | Tsuyoshi Nagabuchi     | [ 1 ]  |
| 2 czerwca       | 200 km/h in the Wrong Lane | t.A.T.u.               | [ 1 ]  |
| 9 czerwca       | 8 Mile ~Music from and Inspired by the Motion Picture~ (jap. 8マイル 〜ミュージック・フロム・アンド・インスパイアード・バイ・ザ・モーション・ピクチャー) | Różni artyści          | [ 1 ]  |
| 16 czerwca      | 8 Mile ~Music from and Inspired by the Motion Picture~ (jap. 8マイル 〜ミュージック・フロム・アンド・インスパイアード・バイ・ザ・モーション・ピクチャー) | Różni artyści          | [ 1 ]  |
| 23 czerwca      | St. Anger (jap. セイント・アンガー) | Metallica              | [ 1 ]  |
| 30 czerwca      | Between the Lines | Chemistry              | [ 1 ]  |
| 7 lipca         | SMAP 016/MIJ | SMAP                   | [ 1 ]  |
| 14 lipca        | Between the Lines | Chemistry              | [ 1 ]  |
| 21 lipca        | If I Believe | Mai Kuraki             | [ 1 ]  |
| 28 lipca        | TIME TO GO | Rip Slyme              | [ 1 ]  |
| 4 sierpnia      | HARVEST | Dragon Ash             | [ 1 ]  |
| 11 sierpnia     | Yuzu Smile (jap. ゆずスマイル) | Yuzu                   | [ 1 ]  |
| 18 sierpnia     | ∞ INFINITY ~LOVE & LIFE~ | V6                     | [ 1 ]  |
| 25 sierpnia     | Joshi jūni gakubō ~Beautiful Energy~ (jap. 女子十二楽坊 〜Beautiful Energy〜)                                                                            | Twelve Girls Band      | [ 1 ]  |
| 1 września      | Joshi jūni gakubō ~Beautiful Energy~ (jap. 女子十二楽坊 〜Beautiful Energy〜)                                                                            | Twelve Girls Band      | [ 1 ]  |
| 8 września      | fukuyama masaharu MAGNUM COLLECTION "SLOW" | Masaharu Fukuyama      | [ 1 ]  |
| 15 września     | Nomad Soul (jap. ノマド・ソウル) | Chitose Hajime         | [ 1 ]  |
| 22 września     | Every Best Single 2 | Every Best Single      | [ 1 ]  |
| 29 września     | BIG MACHINE | B’z                    | [ 1 ]  |
| 6 października  | ROAD OF MAJOR | Road of Major          | [ 1 ]  |
| 13 października | Ketsunopolis 3 (jap. ケツノポリス3) | Ketsumeishi            | [ 1 ]  |
| 20 października | Ketsunopolis 3 (jap. ケツノポリス3) | Ketsumeishi            | [ 1 ]  |
| 27 października | A.I.R | Rina Aiuchi            | [ 1 ]  |
| 3 listopada     | G album -24/7- | KinKi Kids             | [ 1 ]  |
| 10 listopada    | Longtime Favorites | Mariya Takeuchi        | [ 1 ]  |
| 17 listopada    | LOVE | Mika Nakashima         | [ 1 ]  |
| 24 listopada    | LOVE | Mika Nakashima         | [ 1 ]  |
| 1 grudnia       | BEST ALBUM 2001-2003 | Kick the Can Crew      | [ 1 ]  |
| 8 grudnia       | Akatsuki no Love Letter (jap. 暁のラブレター) | Aiko                   | [ 1 ]  |
| 15 grudnia      | EXILE ENTERTAINMENT | Exile                  | [ 1 ]  |
| 22 grudnia      | EXILE ENTERTAINMENT | Exile                  | [ 1 ]  |
| 29 grudnia      | Memorial address | Ayumi Hamasaki         | [ 1 ]  |